# Carcinarachne
Carcinarachne – południowoamerykański rodzaj pająka z rodziny ukośnikowatych, opisany po raz pierwszy przez Schmidta w 1956 roku. Jedyny i zarazem typowy gatunek to C. brocki, występuje jedynie w Ekwadorze.

## Gatunki
- Carcinarachne brocki Schmidt, 1956 (Ekwador)